# 駄菓子

昭和の駄菓子 昭和なつかし博覧会 2007年2月17日（明石市立文化博物館）

駄菓子（だがし）とは、茶席や贈答にも使われる高級菓子に対し、主に子供向けに製造販売される、安価な菓子のことである。

## 歴史
元禄年間の大坂で、当時は輸入品であった高価な砂糖を使って作られた上菓子に対して、国産の安価な黒砂糖を使用して作られた菓子を「雑菓子」と言い、これが駄菓子の起源とされている。その後、19世紀の京坂で初めて「駄菓子」の名称が登場した。また、雑穀や水飴などを材料に使って作り上げ、庶民の間食として食べられていたのと、安さもあり一文菓子と呼ばれていた。
地方の藩においては常備食として蓄えていた糒（ほしい）の払い下げを行っていたことから、それを材料とした駄菓子を作り上げ、今も売られる伝統的な郷土菓子として定着した地方もある。
現在、駄菓子として売られているものは、明治からの流れを受け、戦後に発達したものがほとんどで、その種類も豊富である。また小遣いが少額であることが多い子供でも手が出やすいようにほとんどが10 - 70円程度の極めて安価な価格設定となっている。パッケージに児童に人気のスポーツ選手やアニメキャラクターを使用する、物によってはクジ引きが出来、当たりが出ればおまけがもらえるといった工夫がされているものもある。
流通経路として、昭和期には駄菓子屋が全国の街角に見られ一時代を築いたが、社会事情の変化で現在は少なくなり、近年はコンビニエンスストアや大型ショッピングセンター、スーパーマーケット、菓子専門店チェーンなどに販売の中心が移った。

## 現在も売られている伝統的な駄菓子
- 仙台駄菓子
- 穀煎、甘々棒 - 飛騨駄菓子
- かりんとう - 播州駄菓子としてのルーツも持つ
- 黒棒 - 黒砂糖風味の棒状の菓子
- カルメ焼き - 南蛮菓子
- 金平糖 - マルタ食品など製造。ザラメに溶いたグラニュー糖をかけつつ数日大釜で転がすだけであの形になるが、その回転の加減でまん丸になってしまうため熟練の大技がなす形状になっている。
- 麩菓子‐麩を主材料で作った菓子

## 現在売られている駄菓子の種類

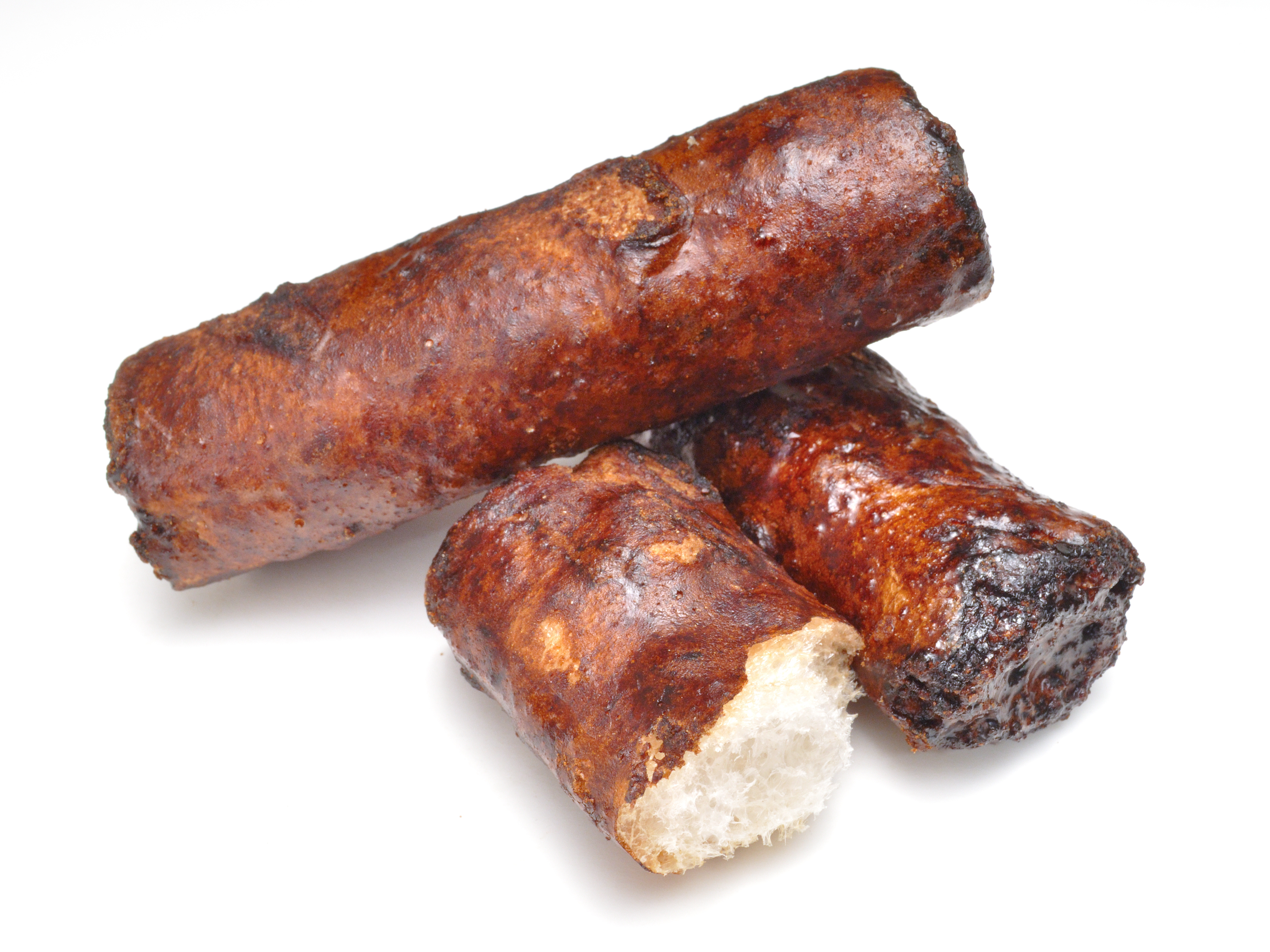
ふ菓子
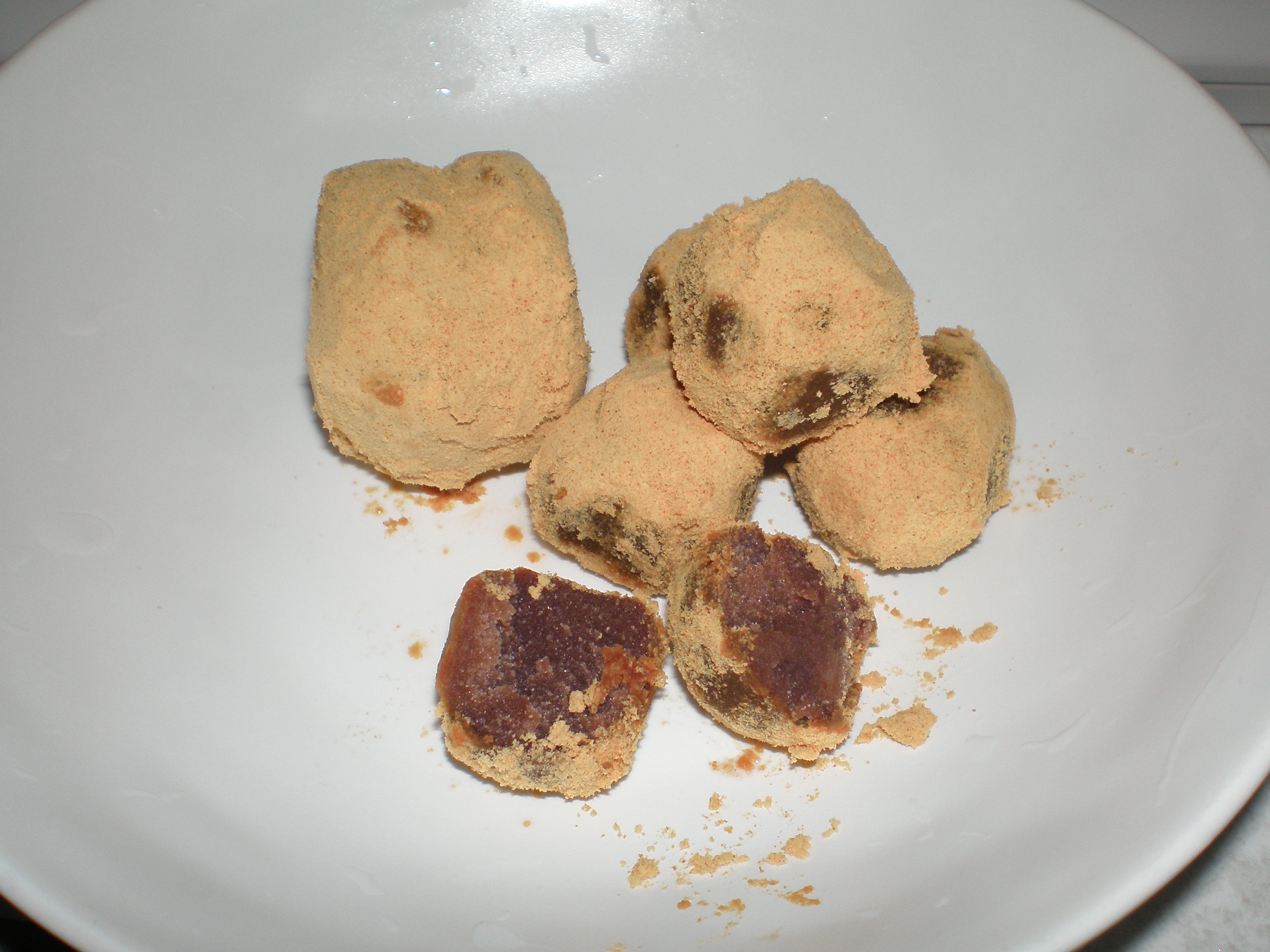
あんこ玉
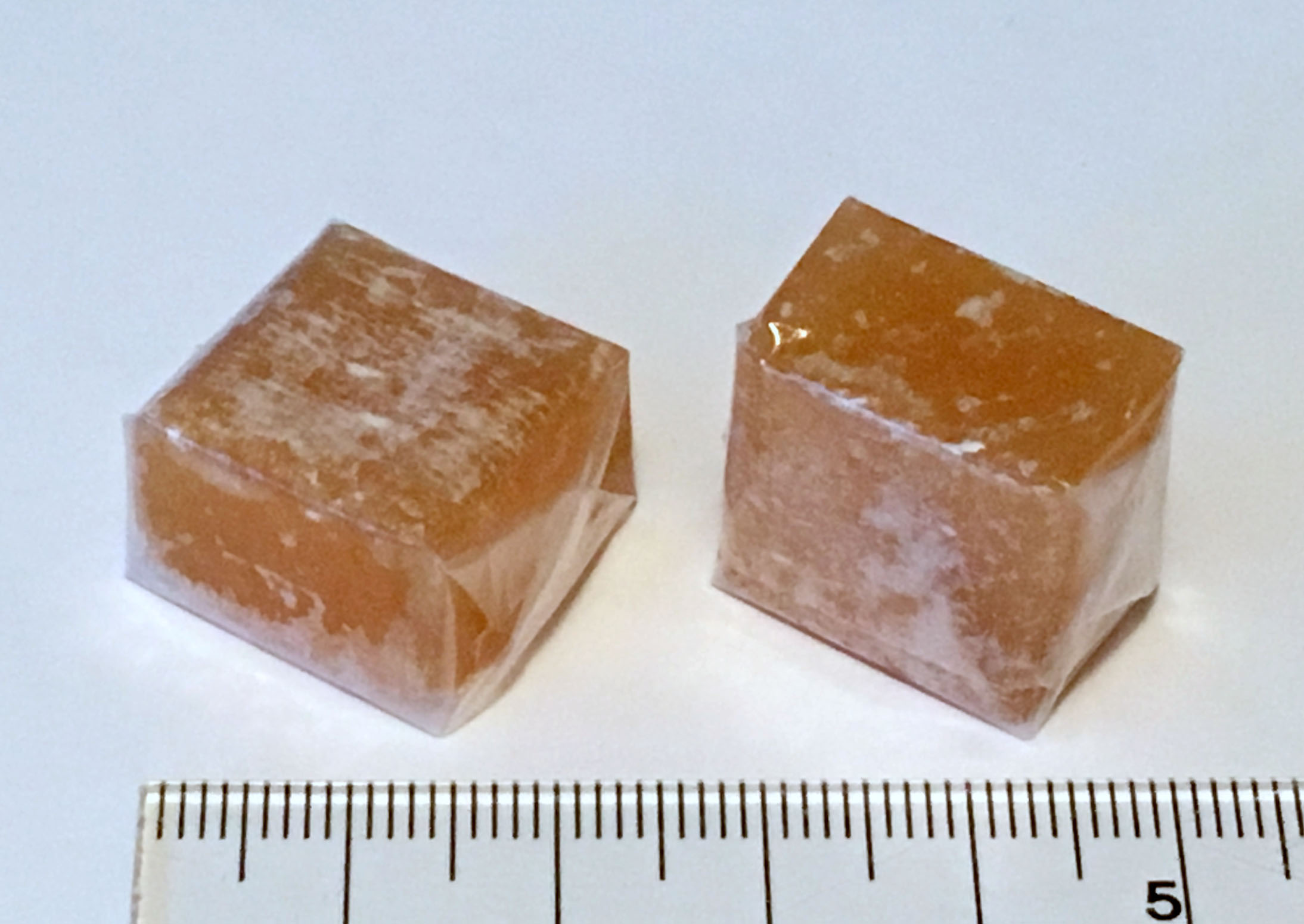
ボンタンアメ
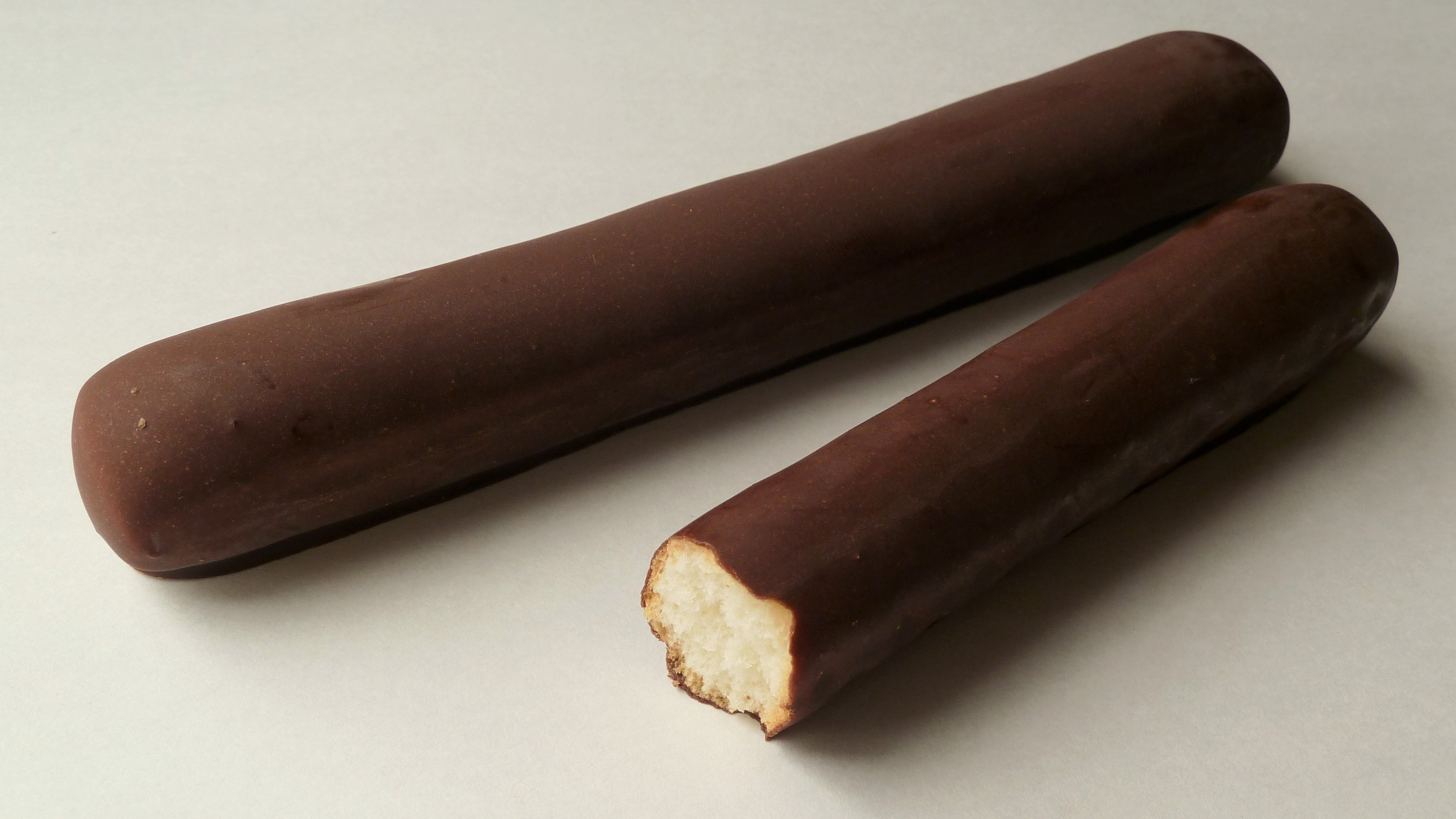
チョコバット
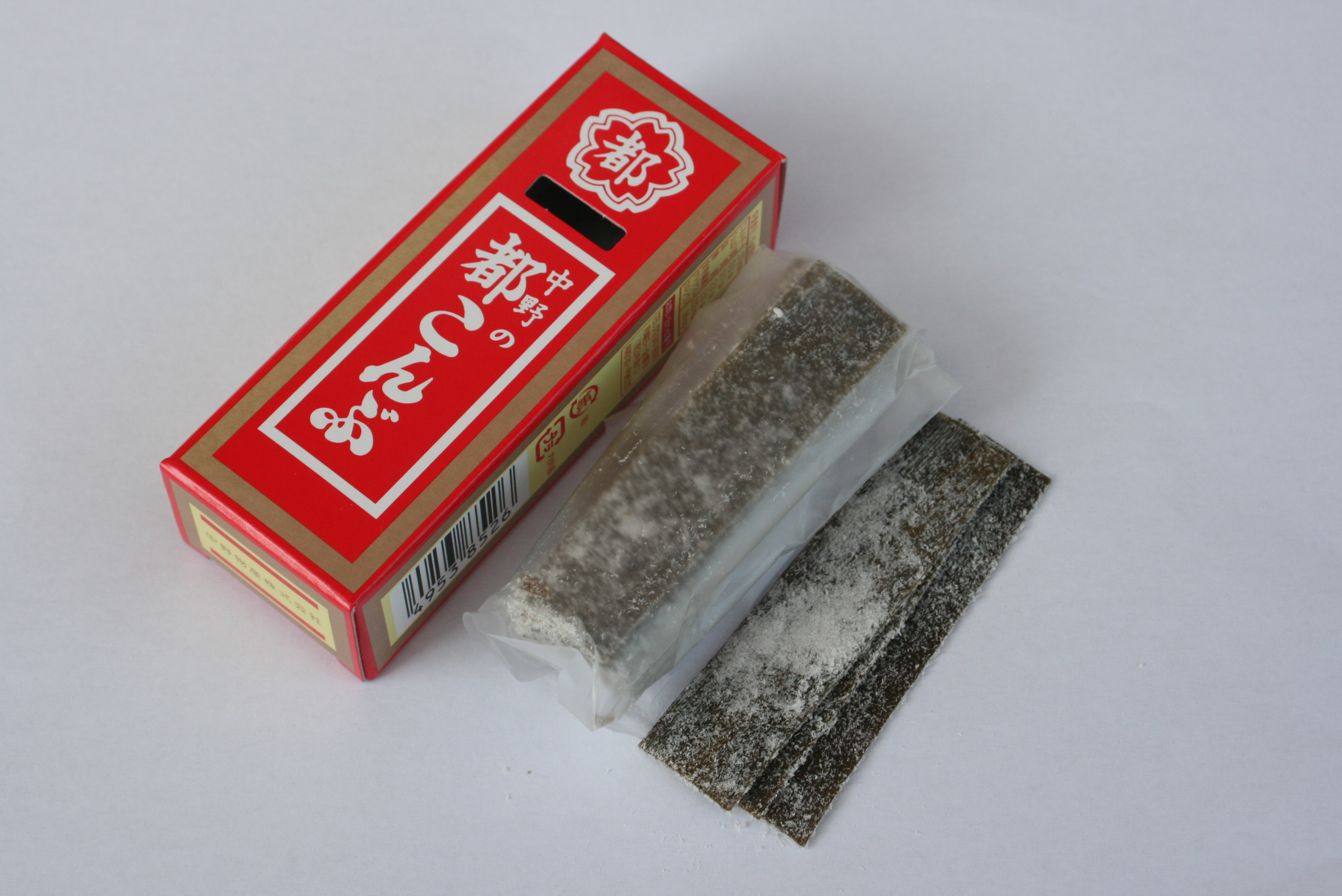
酢昆布
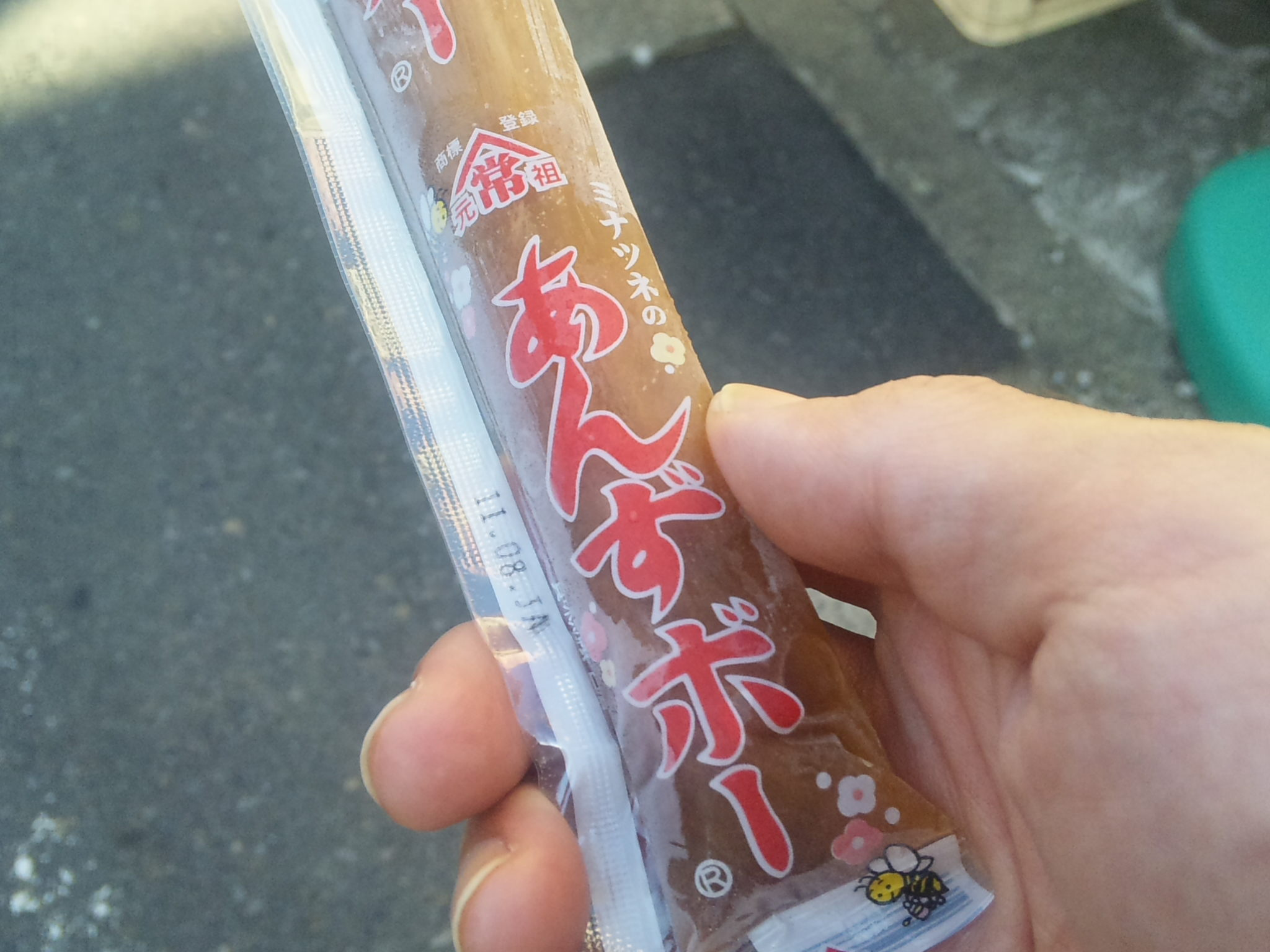
あんずボー
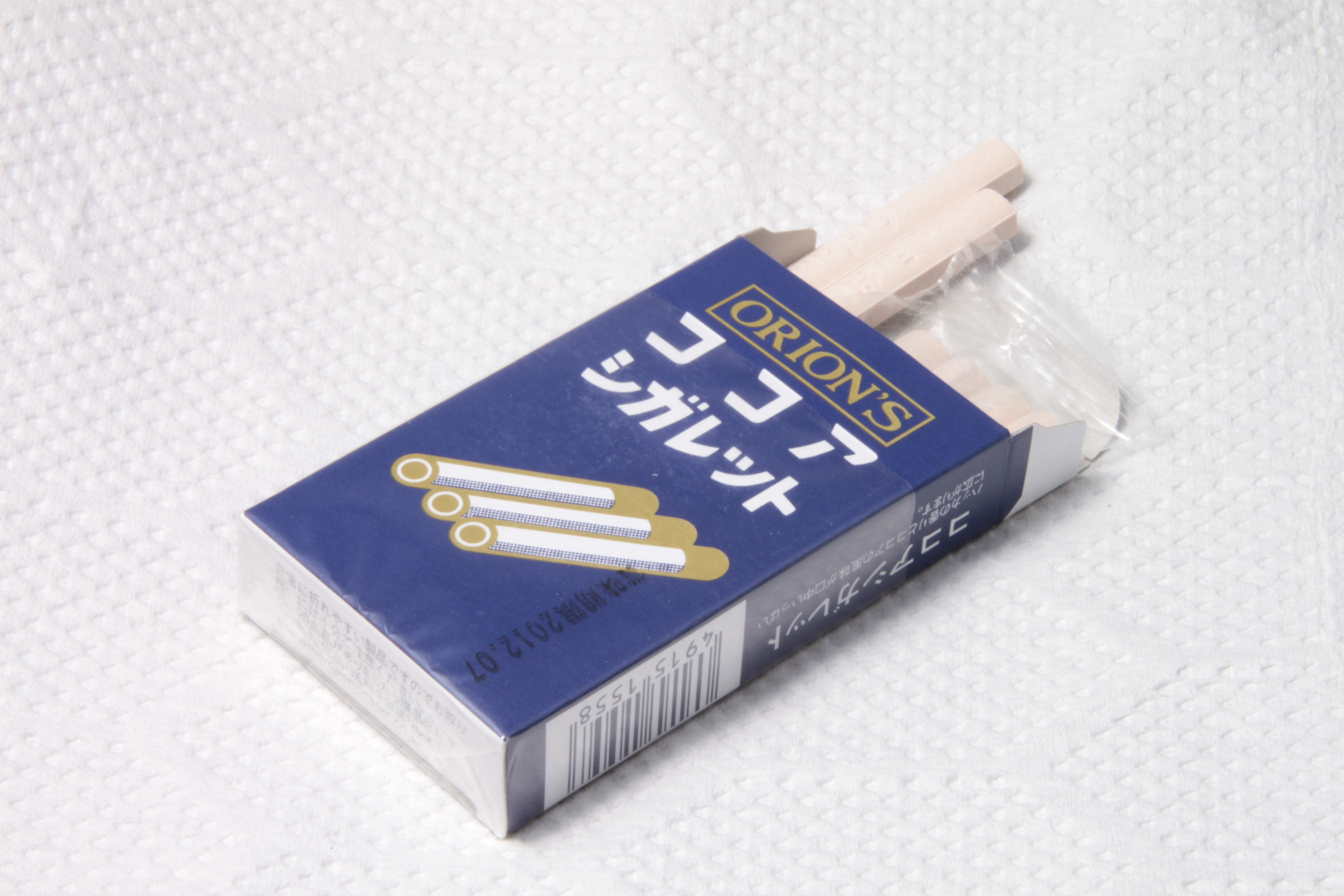
ココアシガレット（オリオンの看板商品。オレンジ・イチゴ・サワー・コーラ・ブルーベリー）
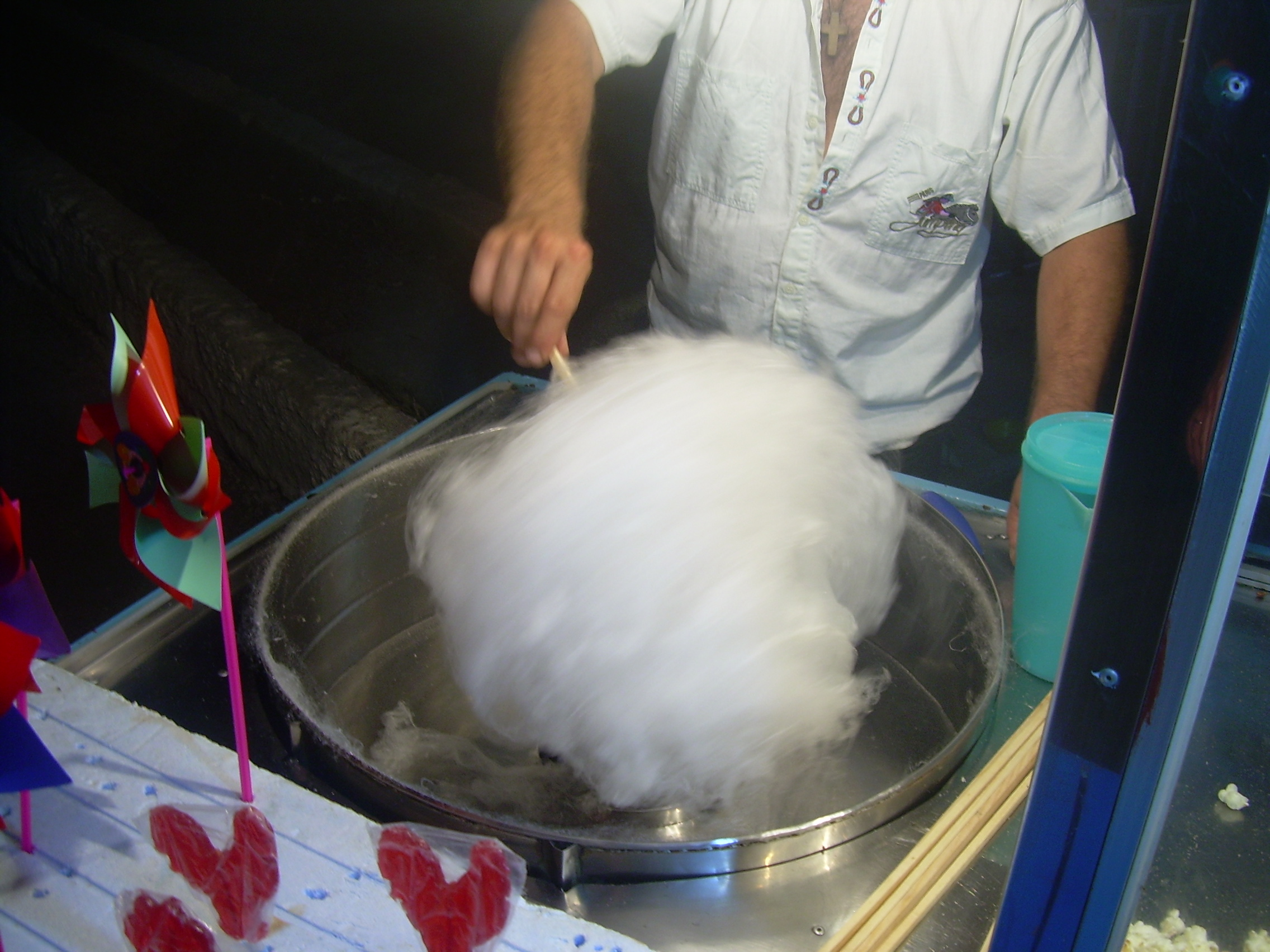
わたがし（佐藤製菓など）
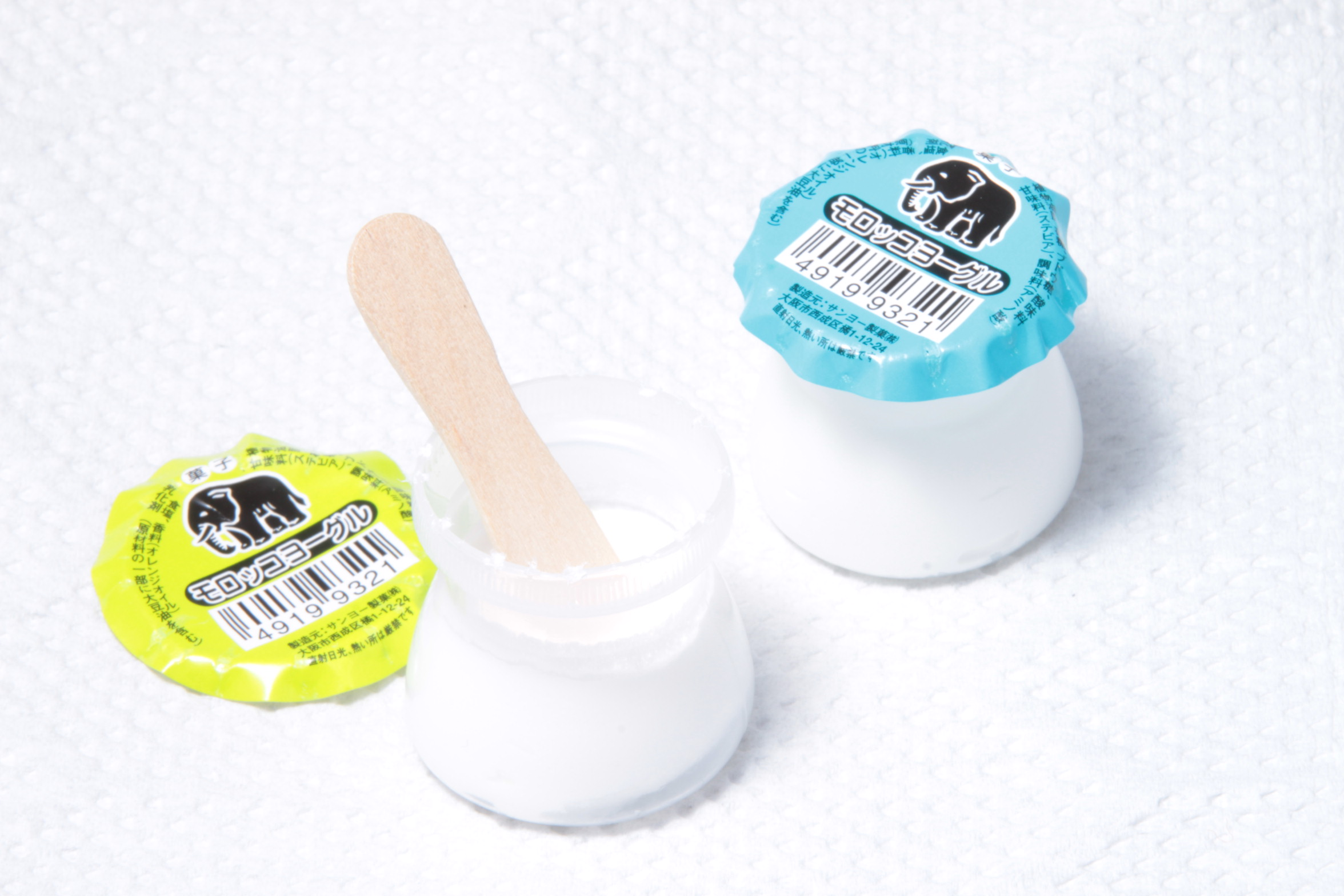
モロッコヨーグル（サンヨー製菓他。過去他社製品にヨグットもあった）
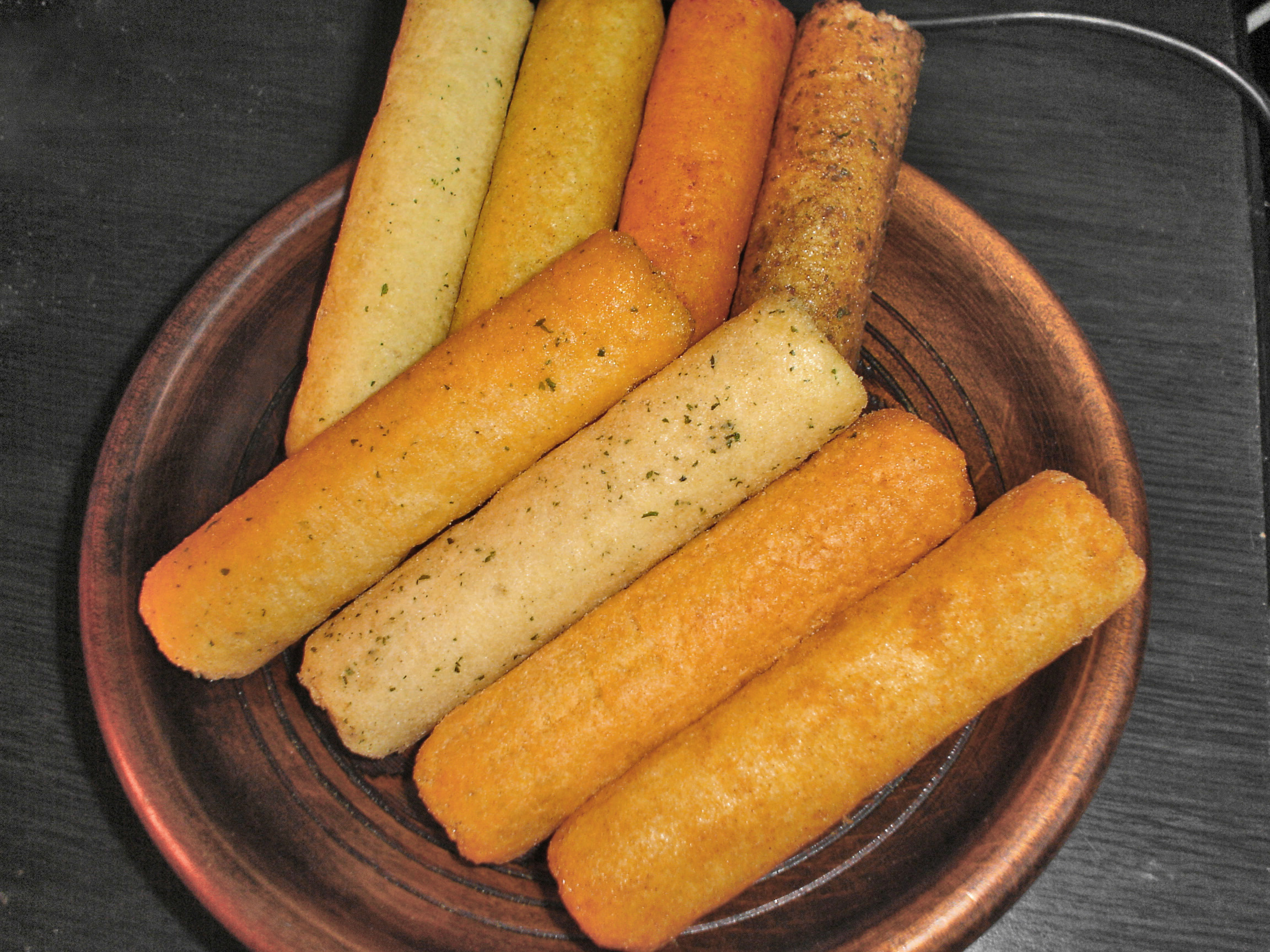
うまい棒（やおきんの看板商品。新うまい棒・うまい輪）
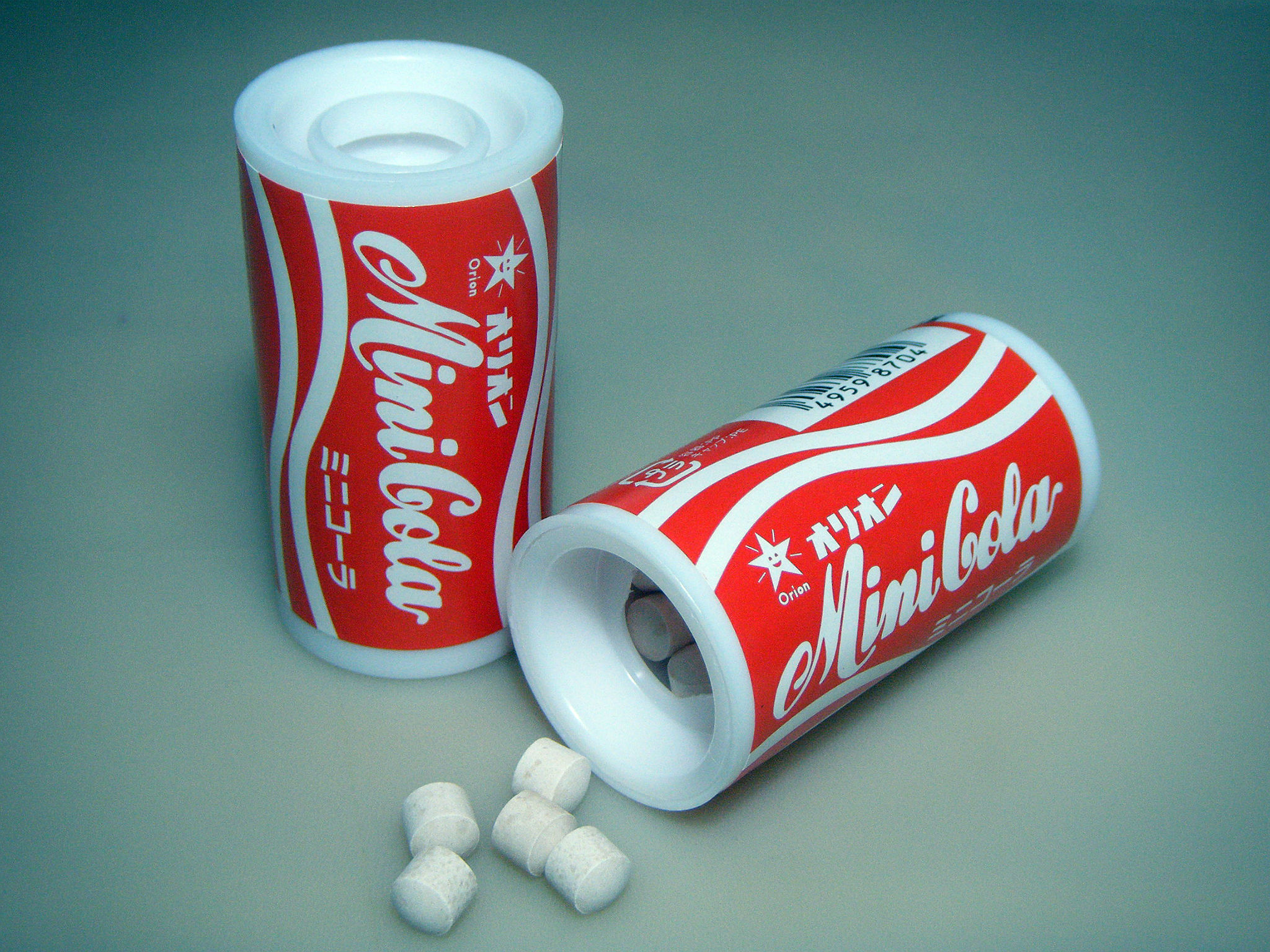
ラムネ（クッピーラムネ・ニューフエラムネ・オレンジラムネ・特大ピース・ミニコーラ（オレンジ・ピーチ・フレッシュ・サワー・ブルーベリー・ビタC）など）

カッコ内は備考。
- 水あめ（カップ入りねりあめ・ねりあめなど）
- 三角飴
- ベッコー飴
- あんず飴
- きなこ飴
- 糸ひきあめ（フルーツ引きなど）
- サクマ式ドロップス
- ポップキャンディ（ピーチ・オレンジ・グレープ・ストロベリー）
- 瓶詰めキャンディー@10円（アメハマ製菓・パイン・キッコー製菓・江口製菓などより各種）
- お花の国フラワー
- 味カレー
- すずめのたまご
- カレーあられ（カレー味では無い同型の亀せんもある）
- チーズあられ
- 餅太郎
- どんどん焼き - 現在は東北地方の郷土菓子
- ミルクせんべい（ソースせんべいや花丸せんべいとも。ソースはウスターソース・梅ジャム・オレンジジャム）
- ソースせんべい（梅ジャムせんべい）（ミルクせんべいとジャムのセットで食べきりサイズ）
- えびせんべい（ほぼまん丸の形状で桜海老や青海苔が練りこまれて焼かれたもの）
- たこせんべい（えびせんべいにたこも入った楕円のもので、ソースを塗ったり、割ってたこ焼きを挟んだりもする）
- にんじん（ポン菓子）- にんじんの色・形状の袋にポン菓子が入ったもの
- ベビースターラーメン（現在のベビースターシリーズでおやつカンパニーの看板商品。発売当初はベビーラーメン）
- ラメック（現在市販されていないが東京下町の駄菓子屋もんじゃ店にのみ卸されている）
- ラーメン屋さん太郎（やきそば屋さん太郎もある）
- らあめんババア（2020年8月31日に生産終了）
- おこづかいラーメン
- ヤッターめん
- ブタメン（袋入りのスナックとしょうゆ・とんこつ・タン塩・カルビキムチ・みそ味のカップがある）
- ラスク（植竹製菓など）
- とんがり（コーンにゼラチンを充填したカラフルなミニディッシャーアイス形状）
- よっちゃんのす漬けイカ
- カットよっちゃんイカ（三杯酢の「白」や「辛口」やサイズの大きい「ビッグ」もある）
- 紋次郎いか
- 信玄いか
- のしいか
- 甘いか太郎（キムチ・めんたい）
- 酢だこさん太郎（その他：蒲焼・焼肉・のし梅・わさびのり・お好み焼き・焼肉カルビ）
- ビッグカツ（なごやみそカツ・ハバネロ入りなども）
- するめジャーキー
- 都こんぶ
- すき好きこんぶ（梅こんぶ）
- ウメトラ兄弟
- 甘梅姉妹
- さくら大根
- スモモちゃん
- すももくん（左記は袋状だがカップ状のすもも漬けもある）
- みつあんず（黒っぽくゲル状）
- おやつカルパス（ミニサラミ）
- マルカワ・フーセンガム（フィリックスガム、ぶどうガム、ヨーグルトガム、ブルーベリーガムなど）
- マルカワ・マーブルガム（オレンジ・グレープ・イチゴ・マスカット）
- ニューフエガム
- プチガム（プラ容器の色のついたフタが笛になっている）
- 押し式当たり付き玉ガム各種（野球盤・パチンコなどでボタンを押して出た玉ガムの色により当たり）
- 丸金のゼリー
- くるくるボーゼリー
- うさぎマンボ（ポリエチレンのカラフルなチューブにブドウ糖とコーンスターチを詰めたもの）
- ビンラムネ
- ジューC（同等他社商品にネオ・フルーツ・C）
- パンチコーラ（マスカットジューセット）
- 梅ミンツ（パインミンツ・ミンツトリオ）
- チロルチョコ各種
- セコイヤチョコレート（ミルク・イチゴ）
- 麦チョコ（イチゴ味もある）
- ライスチョコレート
- ベースボールチョコ（サッカーボールチョコ）
- プチプチうらないチョコ
- プチチョコレート（上記プチガム同等体裁。他にジュースとラムネもある）
- ミニプリンちゃんチョコ
- チョコハブラシ（マルタ食品）
- くろちゃんパイプチョコ
- スーパーBIGチョコ（日本一ながーいチョコもある）
- ぷくぷくたい（エアインチョコ最中）
- チョコまん
- チョコリングカステラ（リング状のサンリツパンのようなものにチョコをコートし、150個入りの大箱で裸売り）
- ヤングドーナツ（チョコ味もある）
- 花串カステラ
- 鈴カステーラ
- テキサスコーン
- キャベツ太郎（菓道の看板商品。玉葱さん太郎・もろこし輪太郎）
- フライドポテト（他社同等商品ポテトフライ16種味）
- ハートチップル（コーンポタージュ・幻の牛丼・下町焼きそば）
- ボーロ（たまごボーロ・ミルクボーロ）
- 前田のクラッカー
- あんこ玉
- きなこ棒
- 昔なつかしきなこ棒（くじ無しで3本1パックのもの）
- 棒きなこ当 きなこ棒（楊枝に刺さった当たりつきのばら売り）
- こざくら餅（グレープ・コーラ・フルーツソーダ・ミックス）（さくらんぼ餅・青りんご餅・フルーツの森も）
- きびだんご
- ハッカパイプ
- ラムネ（飲み物。大手製菓他社の製造・発売する同名の錠菓の由来）
- みかん水
- ニッキ水
- 冷やし飴
- ドリンク（当たりつきもあり、チューチューとも。主にソーダ・オレンジ・グレープ・メロン味などのビニールチューブ入りの液体ジュース）
- 粉末ジュース（松山製菓 オレンジ・メロン・イチゴ・パイン・グレープ）やシャンペンサイダー
- カタヌキ
- ブタメン
- ペペロンチーノ(東京拉麺)